# 立體鏡星
立體鏡星（566 Stereoskopia）是由德国天文学家保罗·格茨于1905年5月28日在德国海德堡王座山天文台利用照相法发现的外主带小行星。它位于外小行星带边缘，属于原神星族小行星。
該小行星以天文学家观测天体特别是小行星经常使用的立体镜命名。